# Rick Santorum
Richard John „Rick” Santorum (n. 10 mai 1958) este un politician american, ex-senator Republican, care a reprezentat statul Pennsylvania, fost șef al Conferinței  Republicane din Senat. Santorum este editorialist la Fox News Channel.
Viziunile lui Santorum se disting prin conservatorism, reflectat în dezbateri cu privire la drepturile minorităților sexuale și războiul din Irak.
Santorum este implicat în primarele prezidențiale ale Partidului Republican, care trebui să determine un candidat al partidului în alegerile prezidențiale din 6 noiembrie 2012.

## Biografie
Nǎscut în Virginia, Rick Santorum a crescut în Butler, Pennsylvania. A obținut o diplomă de licență la Universitatea de Stat din Pennsylvania, un master de Administrare a Bussinesului la Universitatea din Pittsburgh, și un Juris Doctor la Școala de Drept Dickinson. Santorum a lucrat ca avocat la Kirkpatrick & Lockhart, unde s-a întâlnit cu Karen Garver, cu care s-a căsătorit în 1990. Împreună au opt copii, un copil decedând la scurt timp după naștere. Santorum a fost ales ca senator al Statelor Unite pentru Pennsylvania în 1995 și a reprezentat acest stat până în 2007.

## Trivia
În 2003, Santorum a devenit subiect de controverse atunci când, într-un interviu, exprimându-și opoziția față de căsătoria între persoane de același sex, a comparat homosexualitatea de bestialitatea.  Remarcile l-au determinat pe Dan Savage, jurnalist pe probleme de sex și activist pentru drepturile homosexualilor, să lansaze un concurs pentru a introduce cuvântul "Santorum" ca neologism printre cititorii blog-ului său. Începând cu anul 2004, site-ul creat de Savage pentru campanie a apărut în mod regulat printre primele rezultate ale căutării pentru numele Santorum, ducând la ceea ce jurnaliștii americani au numit "problema Google a lui Santorum". Santorum a caracterizat campania ca un "tip de vulgaritate", care a fost răspândit pe internet. În septembrie 2011, Santorum a solicitat, fără succes, că Google să elimine conținutul de pe motorul său de căutare.